# Futbola Klubs Pārdaugava
Il Futbola Klubs Pārdaugava o più semplicemente Pārdaugava, era una società calcistica lettone di Riga.

## Storia
Il club fu fondato nel 1984 con il nome di Daugava-RVR ed era di fatto una sorta di formazione giovanile del Futbola Klubs Daugava Rīga che all'epoca militava nel campionato sovietico. Ha debuttato nel campionato lettone nello stesso anno, finendo nelle ultime posizioni. L'anno seguente cambiò nome in Junioru izlase, che in lettone significa semplicemente squadra giovanile. La migliore posizione negli anni seguenti fu il sesto posto del 1987; nel 1989, in quanto formazione giovanile, disputò solo le gare casalinghe.
La svolta la si ebbe nel 1990 quando cambiò nome in Pārdaugava, partecipando alla Baltic League, finendo nelle ultime posizioni. Nel 1991, acquisì il titolo sportivo (e parte dei giocatori) del Daugava nella seconda divisione del campionato sovietico finendo ultimo; la sua formazione riserve, invece, fu seconda nel campionato lettone.
Con l'indipendenza lettone fu tra i protagonisti del neonato campionato, senza per altro mai riuscire a primeggiare. Da ricordare, soprattutto, le due finali consecutive in Coppa di Lettonia.
Nel 1995 il club fallì.

## Palmarès

### Altri piazzamenti
- Coppa di Lettonia:

Finalista: 1993
Semifinalista: 1992